# PowerPC e300
Pour les articles homonymes, voir E300 (homonymie).

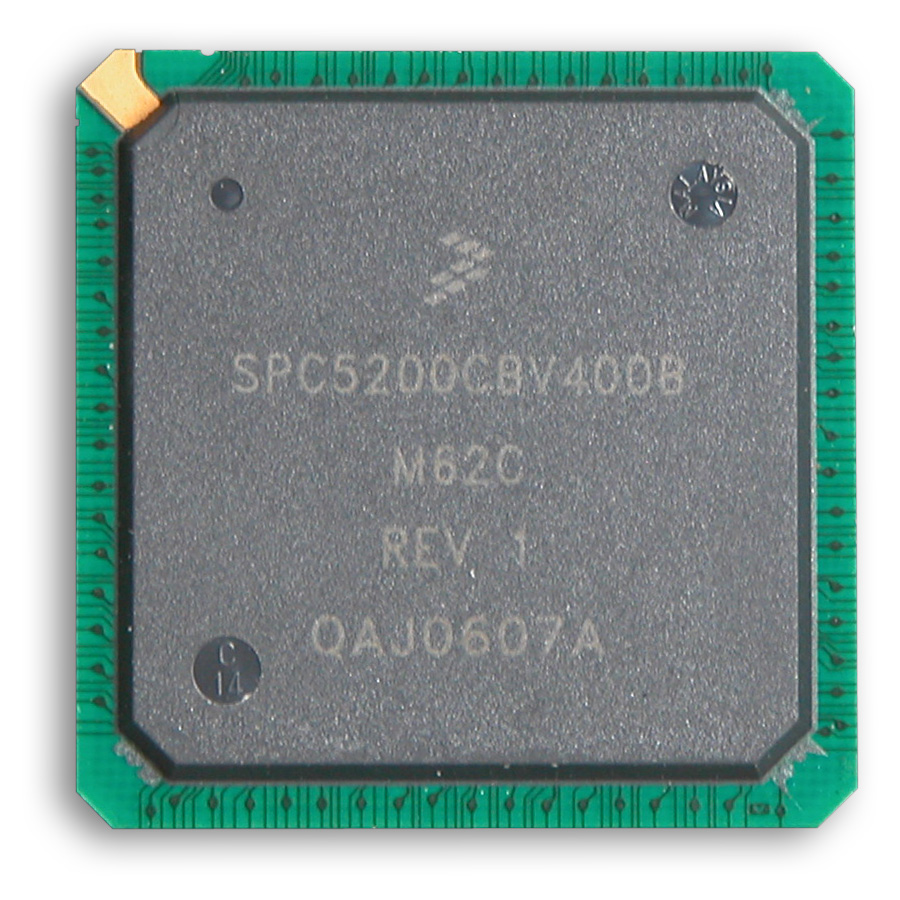
Un processeur PowerPC MPC5200 400 MHz dans un ordinateur EFIKA.

PowerPC e300  désigne une famille  de microprocesseurs 32 bits de l'architecture Power dont les cores ont été développés par la compagnie Freescale, elle-même issue de Motorola. Cette famille cible particulièrement les designs system on chip avec des fréquences allant jusqu'à 667 MHz. Elle est donc conçue pour des applications et des systèmes embarqués.
Le PowerPC e300 possède un core RISC superscalaire avec des caches L1 données/instructions de 16/16 ou 32/32 ko, un pipeline à quatre étages possédant une unité load/store, un registre système, un prédicteur de branchement, une (e300c1) ou deux (e300c2, e300c3 et e300c4) unités de calcul en nombres entiers et une FPU (Floating Point Unit) (sauf e300c2) optimale en double précision.
Le processeur core du e300 n'est pas compatible avec la plus récente spécification Power ISA  mais adhère à la plus ancienne spécification PowerPC  et est totalement rétrocompatible avec les cores G2 et 603e dont il dérive.
Le core e300 est le CPU de plusieurs processeurs de Freescale :
- La famille MPC83xx PowerQUICC II Pro pour les télécoms et les réseaux.
- Les familles MPC51xx et MPC52xx pour le contrôle industriel.
- MSC7120 GPON, une unité de processeur DSP réseau optique intégré [1].